# 2019年科金博地震
2019年科金博地震是指2019年1月19日发生于智利科金博大区的强烈地震。该次地震震中位于科金博以南10千米处（南纬30.040度，西经71.382度），震级为MW 6.7级，震源深度约为63千米，最大烈度为8（VIII）度。这次地震共致使2人遇难。

## 发震背景
该地震发生在纳斯卡板块与南美洲板块边界的逆冲断层沿线，其中的纳斯卡板块会以每年74毫米的速度向东北偏东方向移动。初步估计，这一地区的地震断裂长度长达200－250千米，因此该地区是大型地震的多发地带。这一地区上一次发生规模7级以上的地震是在2015年，即2015年伊亚佩尔地震。在过去的100年中，这次地震震中范围的400公里内共计发生了15次7级以上的地震。

## 参数测定
据美国地质调查局测定，这次地震震中位于智利科金博大区科金博以南10千米处（南纬30.040度，西经71.382度），震级为MW 6.7级、mb 6.6级，震源深度约为63千米，最大烈度为8（VIII）度。同时还测定出该次地震的震源机制为正断层型。欧洲地中海地震中心测定的震级与美国相同，均为MW 6.7级。中国地震台网和德国地球科学研究中心测定的震级数值上较低，均为6.6级。

## 震害情况
根据欧洲地中海地震中心接收到的的震感报告，这次地震不仅使得震中地区震感强烈，震中距达350千米之外的智利首都圣地亚哥的居民也反映称有震感。
受地震影响，震中附近地区至少有30栋房屋被摧毁，而位于拉塞雷纳的运河也受到了影响。有2人因心脏病发作而死亡。同时，受地震影响，震中附近地区有11267户的电力被切断。

## 机构响应
智利海军水文和海洋局紧急事务办公室称，此次地震不会引发海啸，因此未对震中附近地区沿岸发布海啸预警。然而，智利国家紧急事务办公室曾短暂地向科金博大区沿岸地区发布了预防性疏散预警，在发布了19分钟后取消。